# Hermann Haage
Hermann Haage (ur. 23 lipca 1912 w Monachium, zm. 21 grudnia 1970 tamże) – niemiecki polityk i przedsiębiorca, parlamentarzysta krajowy i europejski.

## Życiorys
Kształcił się w szkołach handlowych i technicznych, ukończył praktykę w zawodzie tapicera i dekoratora. Od 1932 prowadził własną działalność gospodarczą w tej branży, od 1938 był właścicielem firmy transportowej (prowadził ją także po wojnie). Pomiędzy 1934 a 1937 był więziony w KL Dachau. Od 1939 do 1940 walczył na froncie II wojny światowej. W 1955 należał do założycieli klubu sportowego Sport-Club Baldham w Vaterstetten.
Wstąpił do Socjaldemokratycznej Partii Niemiec. W latach 1957–1970 pozostawał deputowanym Bundestagu, równocześnie w 1970 został oddelegowany do Parlamentu Europejskiego. Zmarł w trakcie kadencji.